# 薄復禮
薄復禮（英語：Rudolf Alfred Bosshardt，鲁道夫·阿尔弗雷德·勃沙特，1897年1月1日—1993年11月6日），又譯薄己，薄巳，中國內地會的传教士。
1934年10月1日，他被紅軍第二方面軍扣為人質，1936年獲釋後將在紅軍中的經歷出書《神靈之手》，是西方最早介紹中國紅軍長征的專著，比埃德加·斯诺的《红星照耀中国》早了一年。

## 生平
他生于英国曼彻斯特，是瑞士移民的后代。9岁时经历复兴，17岁受浸。1918年他选择保留瑞士国籍，而家中其他人都入了英国国籍。1922年他被内地会派往中国，在上海语言学校学中文的時候，中国老師给他取了中文名字「薄复礼」。“薄”是取勃沙特的音首为姓，“复礼”取自《论语》的“克己复礼”。他在鎮江内地会语言学校学习一年后，被派往贵州北部的遵義传教。1931年6月10日，他与内地会女传教士Rose Piaget(1894-1965，家族在瑞士侏罗山拥有著名的伯爵表工厂)在贵阳结婚，随后调往镇远。

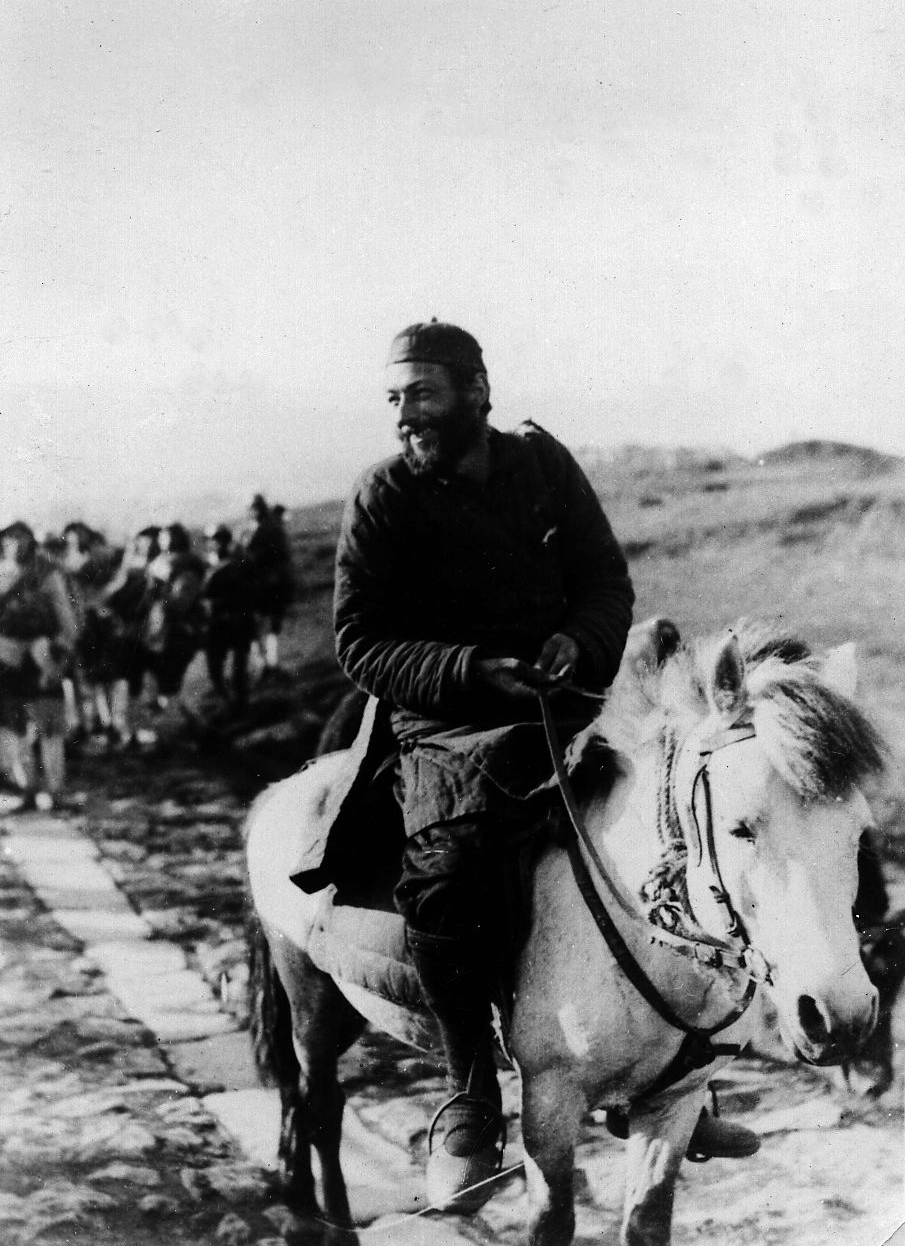
1936年被红军释放後攝。

1934年10月1日，他被红军第二方面军抓到并扣为人质，红军期望以此获得药品和经费。萧克多年后回忆：“我们西征以来，转战50多天，又是暑天行军，伤、病兵员日多，苦于无药医治。我们知道这几位传教士有条件弄到药品和经费，于是，我们提出释放他们的条件是给红军提供一定数量的药品或经费。”。他随萧克和贺龙的部队长征达560天，经过贵州、四川、湖南、湖北、云南5省，行程达一万公里，1936年4月在云南被释放。11月，他将在红军中的经历出书《The Restraining Hand: Captivity for Christ in China》，該書1973年再版時改名《Guiding Hand: Captivity and Answered Prayer in China》。中譯有兩個文本：《神灵之手: 一个西方传教土随红军长征亲历记》和《一个西方传教士的长征亲历记》，是西方最早介绍中国红军长征的专著。牧師阿諾利斯·海曼夫婦和薄復禮一起被捕，海曼的长征回憶錄《A Foreign Missionary on the Long March》在他死後出版。
1940年他重返贵州，到贵州盘县一带传教。1948年至1949年期间，他们在盘县创办了“明恩小学”，并训练了当地一批教会领袖。1951年，薄巳夫妇与其他传教士一同被遣送回国。他没有回国，而是经香港去了老挝与在当地传教的瑞士弟兄会（Swiss Brethren）會合。1957年，正式设立传教站，一直工作到1966年回到曼彻斯特。回国以后，他又帮助当地的华人基督教会。1984年，萧克途经法国时，曾委托他人寻找薄巳。寻找到他后，萧克在1986年委托中国驻英大使冀朝铸前去拜访。1990年，薄巳移居肯特郡。1993年，薄巳去世，中国方面称他是“中国人民的老朋友”。
薄巳夫妇没有子女。

## 外部連結
- . 中央广播电视台.   [2021-06-02]. （原始内容存档于2022-11-12）.
- 薄復禮口述歷史（八卷錄音） （页面存档备份，存于）。帝國戰爭博物館
- The Long March - The Battle of Luding Bridge （页面存档备份，存于）。BBC。17:45起播放1989年對薄復禮的訪問，談到在長征時他為紅軍翻譯地圖上的法文。
- 薄復禮與阿諾利斯·海曼家庭合照 （页面存档备份，存于）。紐西蘭國家圖書館